# Apsilochorema sutshanum
Apsilochorema sutshanum är en nattsländeart som beskrevs av Martynov 1934. Apsilochorema sutshanum ingår i släktet Apsilochorema och familjen Hydrobiosidae. Inga underarter finns listade i Catalogue of Life.